# Alkaliceluloza
Alkaliceluloza – półprodukt chemiczny uzyskiwany przez traktowanie celulozy ok. 18% roztworem wodorotlenku sodu. Zawiera ok. 50% wody i ok. 15% NaOH, przy czym szacuje się, że ok. połowa NaOH jest związana z celulozą. Jej skład chemiczny nie jest ściśle określony i odpowiada w przybliżeniu wzorowi (C6H10O6·NaOH)n. Rozpuszcza się w odczynniku Schweizera. 
W trakcie działania zasady na celulozę następuje zniszczenie jej struktury krystalicznej, a powstała alkaliceluloza ma charakter żelu. Ułatwia to znacząco penetrację chemikaliów podczas modyfikacji chemicznych celulozy. Np. dwusiarczek węgla dyfunduje w głąb alkalicelulozy z szybkością ok. 1000× większą niż do celulozy nieprzetworzonej. 
Alkaliceluloza stosowana jest przy produkcji ksantogenianu celulozy, metylocelulozy, karboksymetylocelulozy i in. pochodnych celulozy. Jest półproduktem przemyśle tworzyw sztucznych, papierniczym i włókienniczym.